# Harvey’s

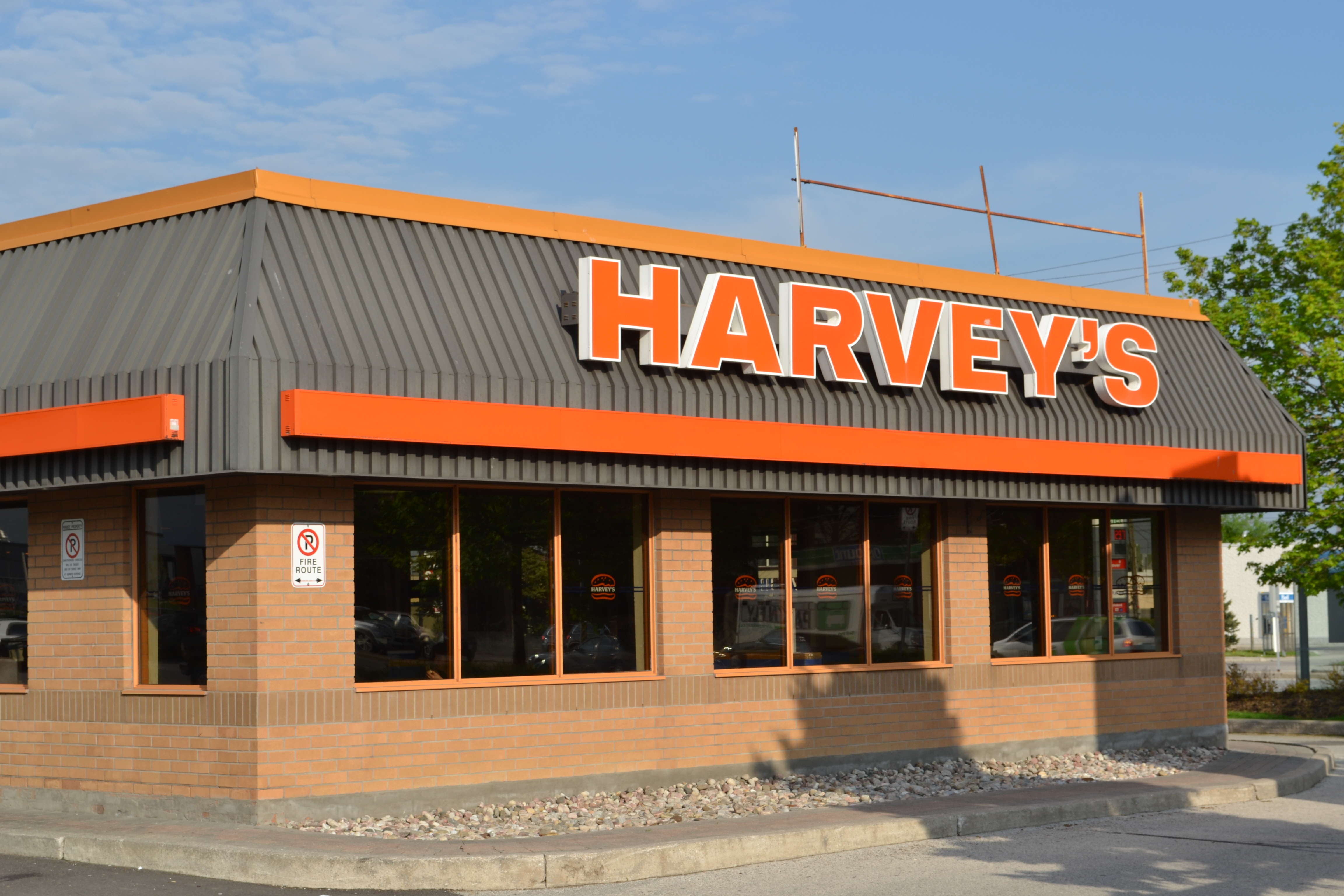
Ein Harvey’s Restaurant in Toronto, Ontario

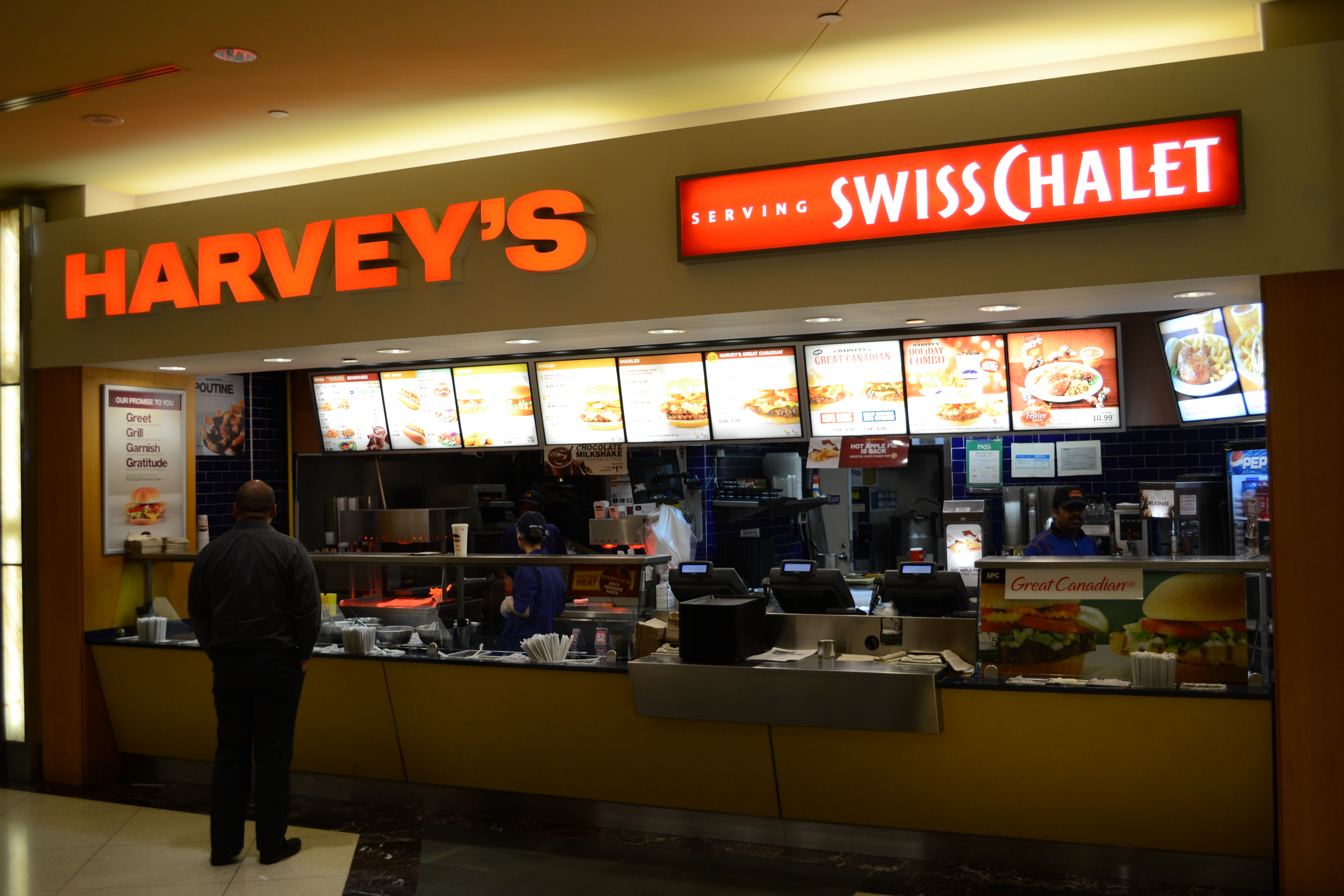
Innenansicht eines Restaurants

Harvey’s ist eine kanadische Schnellrestaurantkette, deren Filialen sich hauptsächlich auf Süd-Ontario, den Großraum Montreal und die urbanen Gebiete Albertas konzentrieren. Serviert werden Hamburger, Hot Dogs, Pommes frites, Zwiebelringe und andere traditionelle Fastfoodgerichte. Besitzer der Kette ist Cara Operations. Harvey’s ist das zweitgrößte kanadische Schnellrestaurant nach Tim Hortons und das viertgrößte in ganz Kanada.

## Geschichte
Das erste Schnellrestaurant eröffnete im Jahr 1959 in Richmond Hill. 1962 eröffnete die erste Filiale in Toronto. 1964 stieg die Zahl der Filialen auf 27. Sie wurden in Toronto, Niagara Falls, Ottawa, Montreal, Hamilton und Buffalo eröffnet. 1970 erfolgte der Zusammenschluss mit Industrial Growth Limited, was zu einer Neugründung des Unternehmens Foodcorp. führte. 1979  übernahm Cara Operations die Filialen von Foodcorp. Zu diesem Zeitpunkt waren bereits 80 Filialen eröffnet. 1980 eröffnete das erste Harvey’s-Drive-thru-Restaurant in Pembroke (Ontario). Mitte 1990 wurde eine Partnerschaft mit Home Depot vereinbart, um kleine Harvey´s-Filialen im Eingangsbereich dieser Baumärkte zu eröffnen.

## Organisation
Das Unternehmen erwirtschaftete 269 Millionen Dollar, verfügt über 286 Restaurants und 7.000 Mitarbeiter. In den Restaurants essen jährlich rund 50 Millionen Kunden. Darüber hinaus gibt es in einigen Home-Depot-Filialen Harvey’s-Filialen. In British Columbia und in Manitoba befinden sich die Filialen vorwiegend in den Home-Depot-Fachgeschäften oder an den örtlichen Flughäfen oder an den größeren Flughäfen wie Vancouver und Winnipeg. Auch in Saskatchewan und anderen Provinzen befinden sich die Filialen innerhalb größerer Fachgeschäfte oder Einkaufszentren.

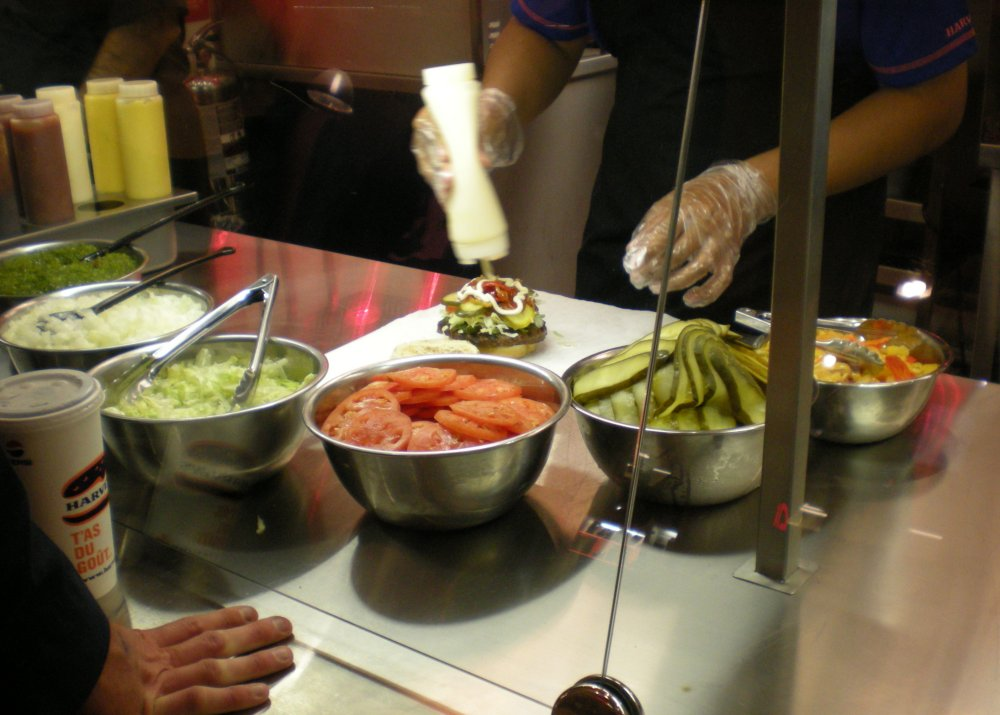
Ein Harvey’s Mitarbeiter bei der Zusammenstellung eines Burgers

## Produkte
Das Unternehmen bietet eine reichhaltige Auswahl an Burgern an. Harvey’s ist für die gegrillten Burger bekannt. Die Kunden können sich diese nach Wunsch belegen lassen. Sie haben die Auswahl zwischen elf verschiedenen Belägen wie Tomaten, Peperoni, Zwiebeln, Salaten und einer reichlichen Auswahl an Dressings. Angefangen von Ketchup über Senf, BBQ Sauce, Mayonnaise und Frank’s Red Hot Sauce. Die Burger werden hinter einer Glasscheibe vor den Augen der Kunden belegt und zubereitet. Das Menü umfasst auch Hot Dogs, Veggie Burger (für Vegetarier) und gegrillte Chicken Burger, mehrere Salate sowie Chicken Strips.

### Free Burger Day
Seit 2007 veranstaltet die Kette jedes Jahr am letzten Samstag im Mai einen Free Burgers Day. In jeder Filiale in Ontario und Quebec darf man gratis essen. Zweck dieser Veranstaltung ist es laut Angaben des Unternehmens, den „besten kanadischen Burger“ zu feiern.